# (464) Megaira
(464) Megaira ist ein Asteroid des Hauptgürtels, der am 9. Januar 1901 vom deutschen Astronomen Max Wolf in Heidelberg entdeckt wurde.
Der Asteroid ist nach Megaira, einer der Erinyen aus der griechischen Mythologie, benannt.